# Johann Jakob Rembold

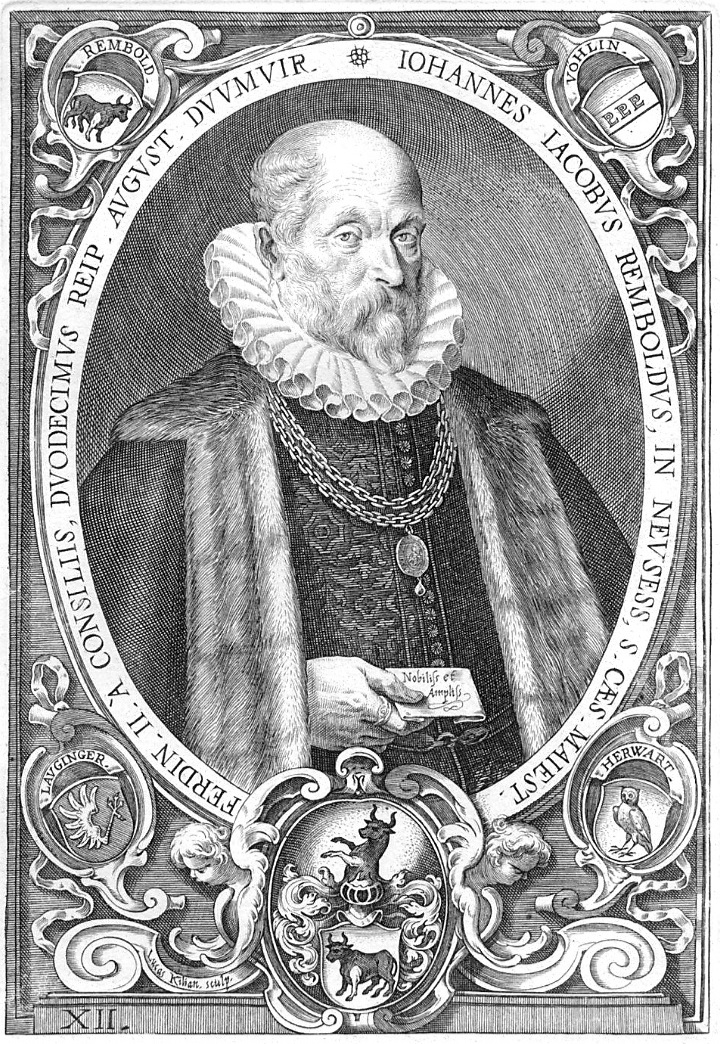
Johann Jakob Rembold (Kupferstich von Lucas Kilian)

Johann Jakob Rembold, Herr in Neusäß (* 1553; † 21. Mai 1624), war Stadtpfleger bzw. Bürgermeister von Augsburg, Geheimer Rat sowie Rat Kaiser Ferdinands II.

## Leben
Er stammte aus dem Augsburger Patriziergeschlecht Rembold. Seine Eltern waren der Ratsherr Caspar Rembold († 1589) und dessen Ehefrau Regina geb. Vöhlin von Ungerhausen († 1600).
Rembold wurde 1576 in den Rat aufgenommen. 1580 diente er als Proviant- und Steuerherr. 1584 wählte man ihm zum Bürgermeister. 1592 ernannte man ihm zum Geheimen Rat und Einnehmer. 1604 bekleidete er das Amt des Stadtpflegers. Zusammen mit Markus Welser und dessen Nachfolger ließ er den Prachtbau des Augsburger Rathauses durch Elias Holl errichten. Zuletzt wurde ihm 1615 von Kaiser Ferdinand II. der Titel eines kaiserlichen Rates verliehen. Rembold kaufte in Neusäß einige Höfe und 1602 auch das dortige Schloss, worauf er die niedere Gerichtsbarkeit über den Ort erlangte und sich fortan „Rembold, Herr in Neusäß“, nannte. Im Jahr seines Todes 1624 kam es zwischen Anton Christoph Rehlinger und seinem Bruder und Schwägern um Erbschaftsstreitigkeiten. Rehlinger schimpfte in Folge auch auf den Stadtpfleger Johann Jakob Rembold, dem gegenüber er eine üble Wortwahl gebrauchte und den Rat veranlasste ihn seiner Ämter zu entheben. Lucas Kilian fertige von Rembold einen Kupferstich.

## Familie
Johann Jakob Rembold heiratete in erster Ehe am 12. Mai 1574 Maria Engel von Engelsee († 13. Juni 1592) und in zweiter Ehe am 31. Mai 1593 Justina Welser († 22. März 1644), die Tochter von David Welser und Anna Reihing aus Ulm und Enkelin von Anton Welser und Felicitas Baumgartner bzw. von Johann Conrad Reihing und Regina Rembold.
Aus den Ehen gingen folgende Kinder hervor:
- Regina Rembold († 1627), ⚭ Julius Welser
- Barbara Rembold, ⚭ Johann Jakob von Sittichhausen[11]
- Catharina Rembolt (Tochter des Hans Jacob Rembolt, Stadtpfleger von Augsburg, und der Maria Engel von Engelsee)[12]
- Johann Caspar Rembold († 1668), ⚭ 1.) Jakobina Bechler, 2.) Maria Altisheimer
- Maria Magdalena Rembold († 1646), ⚭ 1.) Jakob Gienger, 2.) Johann Wilhelm von Dettigkhofen